# Frieder Bernius
Frieder Bernius (Ludwigshafen am Rhein, 1947) és un director de cor i director d'orquestra alemany.
Va fundar el 1968 l'Stuttgart-Kammerchor (Cor de Cambra de Stuttgart), amb el qual ha realitzat prestigioses gravacions discogràfiques que han merescut nombrosos premis. El 1985 va fundar la Barockorchester Stuttgart (Orquestra Barroca de Stuttgart) amb el propòsit d'interpretar les obres del barroc amb criteris musicològics. El 1987 va fundar els Internationale Festtage Alter Musik a Stuttgart, –un festival biennal ara anomenat «Stuttgart Barock»– dedicat a la interpretació de la música antiga.